# Impronte digitali (Gatto Panceri)
Impronte digitali è un album del cantautore italiano Gatto Panceri, pubblicato nel 1995.

## Tracce
1. Io sto bene dove sto – 4:42
2. Vengo e ti porto via – 4:34
3. C'è da fare – 4:30
4. Ti dirò che mi manchi – 5:14
5. Gio' – 4:53
6. Un qualunque posto fuori o dentro di te – 4:25
7. Abita in te – 4:29
8. Divento di vento – 4:20
9. Succede a chi ci crede – 4:10
10. L'amore va oltre – 4:33
11. Come un libro aperto – 4:30
12. Tu mi fai – 5:00
13. Tamburo – 4:22
14. Aiuto – 4:32

## Formazione
- Gatto Panceri – voce, cori, chitarra acustica, tastiera, chitarra elettrica
- Fabrizio Consoli – chitarra acustica, bouzouki, chitarra ritmica, chitarra portoghese
- Silvio Verdi – basso
- Alessandro Sala – tastiera
- Alfredo Golino – batteria
- Patrick Djivas – tastiera
- Andrea Braido – chitarra
- Paola Repele, Monica Magnani – cori